# ADAC Formule 4-kampioenschap
Het ADAC Formule 4-kampioenschap was het nationale Formule 4-kampioenschap van Duitsland, opgericht in 2015. Het is de vervanger van de ADAC Formel Masters, die werd gehouden tussen 2008 en 2014.
De Formule 4 is opgericht door de FIA in maart 2013 voor jonge coureurs die vanuit het karting willen overstappen naar formulewagens, maar andere klassen zoals de Formule Renault 2.0 en de Formule 3 niet kunnen betalen. Het Duitse kampioenschap werd aangekondigd op 16 juli 2014, nadat eerder al de Australische, Italiaanse en SMP Formule 4-kampioenschappen werden aangekondigd. Het kampioenschap wordt georganiseerd door de Duitse autoclub ADAC.

## Auto
De auto's worden geleverd door Tatuus, terwijl Abarth de motoren levert.
- Chassis: Koolstofvezel, monocoque.
- Motor: Fiat (Abarth-gemerkt), inline 4, 1400cc, 160 pk.
- Banden: Pirelli.
- Engine control unit: Magneti Marelli.
- Smeersysteem: Dry-sumpsysteem.
- Koeling: Water- en luchtkoeling.
- Transmissie: Sequential Sadev, zes versnellingen.
- Brandstof: Panta Racing Fuel.

## Resultaten
| Seizoen | Kampioen              | Tweede           | Derde              | Rookiekampioen   |
| ------- | --------------------- | ---------------- | ------------------ | ---------------- |
| 2022    | Andrea Kimi Antonelli | Taylor Barnard   | Rafael Câmara      | Rafael Câmara    |
| 2021    | Oliver Bearman        | Tim Tramnitz     | Luke Browning      | Nikita Bedrin    |
| 2020    | Jonny Edgar           | Jak Crawford     | Elias Seppänen     | Tim Tramnitz     |
| 2019    | Théo Pourchaire       | Dennis Hauger    | Arthur Leclerc     | Roman Staněk     |
| 2018    | Lirim Zendeli         | Liam Lawson      | Enzo Fittipaldi    | David Schumacher |
| 2017    | Jüri Vips             | Marcus Armstrong | Felipe Drugovich   | Mick Wishofer    |
| 2016    | Joey Mawson           | Mick Schumacher  | Mike David Ortmann | Jüri Vips        |
| 2015    | Marvin Dienst         | Joel Eriksson    | Joey Mawson        | David Beckmann   |